# Llista de les millors pel·lícules segons Roger Ebert
La llista de les millors pel·lícules segons Roger Ebert és el conjunt de pel·lícules que aquest crític de cinema estatunidenc va valorar com great movie i a les que va atorgar quatre estrelles, la seva màxima puntuació.
| Any       | Títol original                                                       | Títol en català                                     | Director                                  |
| --------- | -------------------------------------------------------------------- | --------------------------------------------------- | ----------------------------------------- |
| 1914      | Cabiria                                                              |                                                     | Giovanni Pastrone                         |
| 1915      | The Birth of a Nation                                                | El naixement d'una nació                            | D. W. Griffith                            |
| 1919      | Broken Blossoms                                                      | Lliris trencats                                     | D. W. Griffith                            |
| 1920      | Das Cabinet des Dr. Caligari                                         | El gabinet del Dr. Caligari                         | Robert Wiene                              |
| 1922      | Nanook of the North                                                  |                                                     | Robert J. Flaherty                        |
| 1922      | Nosferatu                                                            |                                                     | F. W. Murnau                              |
| 1923      | Safety Last!                                                         |                                                     | Fred C. Newmeyer, Sam Taylor              |
| 1923      | Souls for Sale                                                       |                                                     | Rupert Hughes                             |
| 1924      | Der letzte Mann                                                      |                                                     | F. W. Murnau                              |
| 1924      | Greed                                                                |                                                     | Erich von Stroheim                        |
| 1925      | Bronenosets Po'tyomkin                                               | El cuirassat Potemkin                               | Serguei Eisenstein                        |
| 1925      | The Phantom of the Opera                                             |                                                     | Rupert Julian                             |
| 1926      | Faust                                                                |                                                     | F. W. Murnau                              |
| 1926      | The General                                                          | El maquinista de la General                         | Clyde Bruckman, Buster Keaton             |
| 1927      | Metropolis                                                           |                                                     | Fritz Lang                                |
| 1927      | Sunrise: A Song of Two Humans                                        |                                                     | F. W. Murnau                              |
| 1928      | La Chute de la maison Usher                                          |                                                     | Jean Epstein                              |
| 1928      | La Passion de Jeanne d'Arc                                           |                                                     | Carl Theodor Dreyer                       |
| 1928      | The Circus                                                           |                                                     | Charles Chaplin                           |
| 1928      | The Man Who Laughs                                                   |                                                     | Paul Leni                                 |
| 1929      | Cheloviek s Kinoapparatom                                            |                                                     | Dziga Vertov                              |
| 1929      | Pandora's Box                                                        |                                                     | Georg Wilhelm Pabst                       |
| 1929      | Un chien andalou                                                     |                                                     | Luis Buñuel                               |
| 1931      | City Lights                                                          |                                                     | Charlie Chaplin                           |
| 1931      | Dracula                                                              |                                                     | Tod Browning, Karl Freund                 |
| 1931      | M                                                                    | M, un assassí entre nosaltres                       | Fritz Lang                                |
| 1932      | Trouble in Paradise                                                  |                                                     | Ernst Lubitsch                            |
| 1933      | Duck Soup                                                            |                                                     | Leo McCarey                               |
| 1933      | King Kong                                                            |                                                     | Merian C. Cooper, Ernest B. Schoedsack    |
| 1934      | L'Atalante                                                           |                                                     | Jean Vigo                                 |
| 1934      | The Scarlet Empress                                                  |                                                     | Josef von Sternberg                       |
| 1934      | The Thin Man                                                         | El sopar dels acusats                               | W.S. Van Dyke                             |
| 1935      | Bride of Frankenstein                                                | La núvia de Frankenstein                            | James Whale                               |
| 1935      | Top Hat                                                              | Barret de copa                                      | Mark Sandrich                             |
| 1935      | Triumph des Willens                                                  |                                                     | Leni Riefenstahl                          |
| 1936      | My Man Godfrey                                                       |                                                     | Gregory La Cava                           |
| 1936      | Swing Time                                                           | En ales de la dansa                                 | George Stevens                            |
| 1936      | Hitori musuko                                                        |                                                     | Yasujirō Ozu                              |
| 1937      | La Grande Illusion                                                   |                                                     | Jean Renoir                               |
| 1937      | Make Way for Tomorrow                                                |                                                     | Leo McCarey                               |
| 1937      | Snow White and the Seven Dwarfs                                      | La Blancaneu i els set nans                         | David Hand                                |
| 1938      | The Adventures of Robin Hood                                         | Les aventures de Robin Hood                         | Michael Curtiz, William Keighley          |
| 1939      | Gone with the Wind                                                   | Allò que el vent s'endugué                          | Victor Fleming                            |
| 1939      | La Règle du jeu                                                      |                                                     | Jean Renoir                               |
| 1939      | Stagecoach                                                           |                                                     | John Ford                                 |
| 1939      | The Wizard of Oz                                                     | El màgic d'Oz                                       | Victor Fleming                            |
| 1940      | Pinocchio                                                            | Pinotxo                                             | Ben Sharpsteen, Hamilton Luske            |
| 1940      | The Bank Dick                                                        |                                                     | Edward F. Cline                           |
| 1940      | The Grapes of Wrath                                                  | El raïm de la ira                                   | John Ford                                 |
| 1940      | The Great Dictator                                                   |                                                     | Charles Chaplin                           |
| 1940      | The Thief of Bagdad                                                  | El lladre de Bagdad                                 | Michael Powell, Ludwig Berger, Tim Whelan |
| 1941      | Citizen Kane                                                         | Ciutadà Kane                                        | Orson Welles                              |
| 1941      | The Lady Eve                                                         |                                                     | Preston Sturges                           |
| 1941      | The Maltese Falcon                                                   | El falcó maltès                                     | John Huston                               |
| 1942      | Casablanca                                                           |                                                     | Michael Curtiz                            |
| 1942      | Cat People                                                           | La dona pantera                                     | Jacques Tourneur                          |
| 1942      | Yankee Doodle Dandy                                                  |                                                     | Michael Curtiz                            |
| 1943      | Shadow of a Doubt                                                    |                                                     | Alfred Hitchcock                          |
| 1943      | The Life and Death of Colonel Blimp                                  |                                                     | Michael Powell, Emeric Pressburger        |
| 1944 1958 | Ivan Grozniy, parts I i II                                           | Ivan el terrible                                    | Serguei Eisenstein                        |
| 1944      | Double Indemnity                                                     |                                                     | Billy Wilder                              |
| 1944      | Laura                                                                |                                                     | Otto Preminger                            |
| 1945      | Detour                                                               | Desviació                                           | Edgar G. Ulmer                            |
| 1945      | Les Enfants du paradis                                               |                                                     | Marcel Carné                              |
| 1946      | Great Expectations                                                   | Grans esperances                                    | David Lean                                |
| 1946      | It's a Wonderful Life                                                | Que bonic que és viure                              | Frank Capra                               |
| 1946      | La Belle et la Bête                                                  |                                                     | Jean Cocteau                              |
| 1946      | My Darling Clementine                                                |                                                     | John Ford                                 |
| 1946      | Notorious                                                            |                                                     | Alfred Hitchcock                          |
| 1946      | The Best Years of Our Lives                                          | Els millors anys de la nostra vida                  | William Wyler                             |
| 1946      | The Big Sleep                                                        | El son etern                                        | Howard Hawks                              |
| 1947      | Out of the Past                                                      | Retorn al passat                                    | Jacques Tourneur                          |
| 1948      | Ladri di biciclette                                                  | El lladre de bicicletes                             | Vittorio De Sica                          |
| 1948      | Red River                                                            | Riu Vermell                                         | Howard Hawks                              |
| 1948      | The Red Shoes                                                        | Les sabatilles vermelles                            | Michael Powell, Emeric Pressburger        |
| 1948      | The Treasure of the Sierra Madre                                     | El tresor de Sierra Madre                           | John Huston                               |
| 1949      | Kind Hearts and Coronets                                             |                                                     | Robert Hamer                              |
| 1949      | Banshun                                                              |                                                     | Yasujirō Ozu                              |
| 1949      | The Third Man                                                        | El tercer home                                      | Carol Reed                                |
| 1950      | All About Eve                                                        | Tot sobre Eva                                       | Joseph L. Mankiewicz                      |
| 1950      | In a Lonely Place                                                    | In a Lonely Place                                   | Nicholas Ray                              |
| 1950      | Orphée                                                               |                                                     | Jean Cocteau                              |
| 1950      | Rashōmon                                                             |                                                     | Akira Kurosawa                            |
| 1950      | Sunset Boulevard                                                     |                                                     | Billy Wilder                              |
| 1951      | Ace in the Hole                                                      |                                                     | Billy Wilder                              |
| 1951      | Journal d'un curé de campagne                                        |                                                     | Robert Bresson                            |
| 1951      | The River                                                            |                                                     | Jean Renoir                               |
| 1951      | Strangers on a Train                                                 | Estranys en un tren                                 | Alfred Hitchcock                          |
| 1952      | Ikiru                                                                |                                                     | Akira Kurosawa                            |
| 1952      | Jeux interdits                                                       | Jocs prohibits                                      | René Clément                              |
| 1952      | Singin' in the Rain                                                  | Cantant sota la pluja                               | Gene Kelly, Stanley Donen                 |
| 1952      | Saikaku Ichidai Onna                                                 |                                                     | Kenji Mizoguchi                           |
| 1952      | Umberto D.                                                           |                                                     | Vittorio De Sica                          |
| 1953      | Beat the Devil                                                       |                                                     | John Huston                               |
| 1953      | Les Vacances de monsieur Hulot                                       | Les vacances del Sr. Hulot                          | Jacques Tati                              |
| 1953      | Madame de...                                                         |                                                     | Max Ophüls                                |
| 1953      | Shane                                                                | Arrels profundes                                    | George Stevens                            |
| 1953      | The Band Wagon                                                       | Melodies de Broadway                                | Vincente Minnelli                         |
| 1953      | The Big Heat                                                         | Els subornats                                       | Fritz Lang                                |
| 1953      | Tōkyō monogatari                                                     |                                                     | Yasujirō Ozu                              |
| 1953      | Ugetsu monogatari                                                    | Els contes de la lluna pàl·lida després de la pluja | Kenji Mizoguchi                           |
| 1954      | French Cancan                                                        |                                                     | Jean Renoir                               |
| 1954      | Johnny Guitar                                                        |                                                     | Nicholas Ray                              |
| 1954      | On the Waterfront                                                    | La llei del silenci                                 | Elia Kazan                                |
| 1954      | Rear Window                                                          | La finestra indiscreta                              | Alfred Hitchcock                          |
| 1954      | Sanshō Dayū                                                          |                                                     | Kenji Mizoguchi                           |
| 1954      | Senso                                                                |                                                     | Luchino Visconti                          |
| 1954      | Shichinin no Samurai                                                 |                                                     | Akira Kurosawa                            |
| 1954      | Touchez pas au grisbi                                                |                                                     | Jacques Becker                            |
| 1955      | Pather Panchali                                                      |                                                     | Satyajit Ray                              |
| 1955      | Du rififi chez les hommes                                            |                                                     | Jules Dassin                              |
| 1955      | Ordet                                                                | La paraula                                          | Carl Theodor Dreyer                       |
| 1955      | Rebel Without a Cause                                                | Rebel sense causa                                   | Nicholas Ray                              |
| 1955      | Sommarnattens leende                                                 | Somriures d'una nit d'estiu                         | Ingmar Bergman                            |
| 1955      | The Night of the Hunter                                              | La nit del caçador                                  | Charles Laughton                          |
| 1956      | Aparajito                                                            |                                                     | Satyajit Ray                              |
| 1956      | Bob le flambeur                                                      |                                                     | Jean-Pierre Melville                      |
| 1956      | The Killing                                                          | Atracament perfecte                                 | Stanley Kubrick                           |
| 1956      | The Searchers                                                        | Centaures del desert                                | John Ford                                 |
| 1956      | Un condamné à mort s'est échappé                                     |                                                     | Robert Bresson                            |
| 1956      | Written on the Wind                                                  | Escrit en el vent                                   | Douglas Sirk                              |
| 1957      | 12 Angry Men                                                         | Dotze homes sense pietat                            | Sidney Lumet                              |
| 1957      | Det sjunde inseglet                                                  | El setè segell                                      | Ingmar Bergman                            |
| 1957      | Le notti di Cabiria                                                  | Les nits de la Cabiria                              | Federico Fellini                          |
| 1957      | Paths of Glory                                                       | Camins de glòria                                    | Stanley Kubrick                           |
| 1957      | Sweet Smell of Success                                               | Xantatge a Broadway                                 | Alexander Mackendrick                     |
| 1957      | The Bridge on the River Kwai                                         | El pont del riu Kwai                                | David Lean                                |
| 1958      | Jalsaghar                                                            |                                                     | Satyajit Ray                              |
| 1958      | Mon oncle                                                            | El meu oncle                                        | Jacques Tati                              |
| 1958      | Narayama Bushikō                                                     |                                                     | Keisuke Kinoshita                         |
| 1958      | Touch of Evil                                                        |                                                     | Orson Welles                              |
| 1958      | Vertigo                                                              | Vertigen (D'entre els morts)                        | Alfred Hitchcock                          |
| 1959      | Apur Sansar                                                          |                                                     | Satyajit Ray                              |
| 1959      | Ukigusa                                                              |                                                     | Yasujirō Ozu                              |
| 1959      | Les Quatre Cents Coups                                               |                                                     | François Truffaut                         |
| 1959      | Pickpocket                                                           |                                                     | Robert Bresson                            |
| 1959      | Rio Bravo                                                            |                                                     | Howard Hawks                              |
| 1959      | Some Like It Hot                                                     | Ningú no és perfecte                                | Billy Wilder                              |
| 1960      | À bout de souffle                                                    | Al final de l'escapada                              | Jean-Luc Godard                           |
| 1960      | Inherit the Wind                                                     | L'herència del vent                                 | Stanley Kramer                            |
| 1960      | La dolce vita                                                        |                                                     | Federico Fellini                          |
| 1960      | L'avventura                                                          |                                                     | Michelangelo Antonioni                    |
| 1960      | Peeping Tom                                                          |                                                     | Michael Powell                            |
| 1960      | Psycho                                                               | Psicosi                                             | Alfred Hitchcock                          |
| 1960      | Rocco e i suoi fratelli                                              |                                                     | Luchino Visconti                          |
| 1960      | The Apartment                                                        | L'apartament                                        | Billy Wilder                              |
| 1961      | L'Année dernière à Marienbad                                         |                                                     | Alain Resnais                             |
| 1961      | Léon Morin, prêtre                                                   |                                                     | Jean-Pierre Melville                      |
| 1961      | Såsom i en spegel                                                    |                                                     | Ingmar Bergman                            |
| 1961      | The Hustler                                                          | El vividor                                          | Robert Rossen                             |
| 1961      | Victim                                                               | La víctima                                          | Basil Dearden                             |
| 1961      | Viridiana                                                            |                                                     | Luis Buñuel                               |
| 1961      | West Side Story                                                      | West Side Story                                     | Robert Wise, Jerome Robbins               |
| 1961      | Yojimbo                                                              |                                                     | Akira Kurosawa                            |
| 1962      | Sanma no aji                                                         |                                                     | Yasujirō Ozu                              |
| 1962      | Cléo de 5 à 7                                                        | Cleo de 5 a 7                                       | Agnès Varda                               |
| 1962      | El ángel exterminador                                                |                                                     | Luis Buñuel                               |
| 1962      | Harakiri                                                             |                                                     | Masaki Kobayashi                          |
| 1962      | Jules et Jim                                                         |                                                     | François Truffaut                         |
| 1962      | Lawrence of Arabia                                                   | Lawrence d'Aràbia                                   | David Lean                                |
| 1962      | The Manchurian Candidate                                             | El missatger de la por                              | John Frankenheimer                        |
| 1962      | The Man Who Shot Liberty Valance                                     | L'home que va matar Liberty Valance                 | John Ford                                 |
| 1962      | Vivre sa vie : film en douze tableaux                                |                                                     | Jean-Luc Godard                           |
| 1962      | What Ever Happened to Baby Jane?                                     | Què se n'ha fet, de Baby Jane?                      | Robert Aldrich                            |
| 1963      | 8½ / Otto e mezzo                                                    | Fellini 8 ½                                         | Federico Fellini                          |
| 1963      | Il gattopardo                                                        |                                                     | Luchino Visconti                          |
| 1963      | Nattvardsgästerna                                                    | Els combregants                                     | Ingmar Bergman                            |
| 1963      | Tystnaden                                                            |                                                     | Ingmar Bergman                            |
| 1964      | A Hard Day's Night                                                   |                                                     | Richard Lester                            |
| 1964      | Dr. Strangelove or: How I Learned to Stop Worrying and Love the Bomb | Doctor Strangelove                                  | Stanley Kubrick                           |
| 1964      | Goldfinger                                                           |                                                     | Guy Hamilton                              |
| 1964      | Il Vangelo secondo Matteo                                            | L'evangeli segons sant Mateu                        | Pier Paolo Pasolini                       |
| 1964      | My Fair Lady                                                         |                                                     | George Cukor                              |
| 1964      | Kawaita hana                                                         |                                                     | Masahiro Shinoda                          |
| 1964      | Suna no onna                                                         |                                                     | Hiroshi Teshigahara                       |
| 1965      | Giulietta degli spiriti                                              | Giulietta dels esperits                             | Federico Fellini                          |
| 1965      | Akahige                                                              | Barba-roja                                          | Akira Kurosawa                            |
| 1966      | Au hasard Balthazar                                                  |                                                     | Robert Bresson                            |
| 1966      | Blow-Up                                                              | Blow Up                                             | Michelangelo Antonioni                    |
| 1966      | Chimes at Midnight                                                   |                                                     | Orson Welles                              |
| 1966      | Il buono, il brutto, il cattivo                                      | El bo, el lleig i el dolent                         | Sergio Leone                              |
| 1966      | La battaglia di Algeri                                               |                                                     | Gillo Pontecorvo                          |
| 1966      | Persona                                                              |                                                     | Ingmar Bergman                            |
| 1967      | Belle de Jour                                                        | Belle de jour                                       | Luis Buñuel                               |
| 1967      | Bonnie and Clyde                                                     | Bonnie i Clyde                                      | Arthur Penn                               |
| 1967      | Cool Hand Luke                                                       |                                                     | Stuart Rosenberg                          |
| 1967      | Hoří, má panenko                                                     | El ball dels bombers                                | Miloš Forman                              |
| 1967      | In Cold Blood                                                        | A sang freda                                        | Richard Brooks                            |
| 1967      | La Collectionneuse                                                   |                                                     | Éric Rohmer                               |
| 1967      | Le Samouraï                                                          | El samurai                                          | Jean-Pierre Melville                      |
| 1967      | Playtime                                                             |                                                     | Jacques Tati                              |
| 1967      | Jōi-uchi: Hairyō tsuma shimatsu                                      |                                                     | Masaki Kobayashi                          |
| 1968      | 2001: A Space Odyssey                                                | 2001: una odissea de l'espai                        | Stanley Kubrick                           |
| 1968      | Romeo and Juliet                                                     | Romeu i Julieta                                     | Franco Zeffirelli                         |
| 1968      | The Producers                                                        | Els productors                                      | Mel Brooks                                |
| 1968      | Yellow Submarine                                                     |                                                     | George Dunning                            |
| 1969      | Easy Rider                                                           |                                                     | Dennis Hopper                             |
| 1969      | L'Armée des ombres                                                   | L'exèrcit de les ombres                             | Jean-Pierre Melville                      |
| 1969      | The Wild Bunch                                                       | Grup salvatge                                       | Sam Peckinpah                             |
| 1970      | El topo                                                              |                                                     | Alejandro Jodorowsky                      |
| 1970      | Five Easy Pieces                                                     |                                                     | Bob Rafelson                              |
| 1970      | Le Boucher                                                           |                                                     | Claude Chabrol                            |
| 1970      | Patton                                                               |                                                     | Franklin J. Schaffner                     |
| 1970      | Woodstock                                                            |                                                     | Michael Wadleigh                          |
| 1971      | McCabe & Mrs. Miller                                                 | McCabe i la senyora Miller                          | Robert Altman                             |
| 1971      | Mon oncle Antoine                                                    |                                                     | Claude Jutra                              |
| 1971      | The Last Picture Show                                                | L'última projecció                                  | Peter Bogdanovich                         |
| 1971      | Walkabout                                                            |                                                     | Nicolas Roeg                              |
| 1971      | W.R. - Misterije organizma                                           |                                                     | Dušan Makavejev                           |
| 1972      | Aguirre, der Zorn Gottes                                             | Aguirre, la còlera de Déu                           | Werner Herzog                             |
| 1972      | Le Charme discret de la bourgeoisie                                  | El discret encant de la burgesia                    | Luis Buñuel                               |
| 1972      | Solaris                                                              |                                                     | Andrei Tarkovski                          |
| 1972      | The Godfather                                                        | El Padrí                                            | Francis Ford Coppola                      |
| 1972      | Ultimo tango a Parigi                                                | L'últim tango a París                               | Bernardo Bertolucci                       |
| 1972      | Viskningar och rop                                                   | Crits i murmuris                                    | Ingmar Bergman                            |
| 1973      | Amarcord                                                             |                                                     | Federico Fellini                          |
| 1973      | Badlands                                                             | Males terres                                        | Terrence Malick                           |
| 1973      | Don't Look Now                                                       | Amenaça a l'ombra                                   | Nicolas Roeg                              |
| 1973      | El espíritu de la colmena                                            |                                                     | Víctor Erice                              |
| 1973      | La Nuit américaine                                                   | La nit americana                                    | François Truffaut                         |
| 1973      | Mean Streets                                                         |                                                     | Martin Scorsese                           |
| 1973      | The Long Goodbye                                                     | El llarg adéu                                       | Robert Altman                             |
| 1974      | Angst essen Seele auf                                                |                                                     | Rainer Werner Fassbinder                  |
| 1974      | A Woman Under the Influence                                          | Una dona ofuscada                                   | John Cassavetes                           |
| 1974      | Bring Me the Head of Alfredo Garcia                                  | Vull el cap d'Alfredo García                        | Sam Peckinpah                             |
| 1974      | Chinatown                                                            |                                                     | Roman Polanski                            |
| 1974      | Jeder für sich und Gott gegen alle                                   | L'enigma de Gaspar Hauser                           | Werner Herzog                             |
| 1974      | The Conversation                                                     | La conversa                                         | Francis Ford Coppola                      |
| 1974      | The Godfather Part II                                                | El Padrí II                                         | Francis Ford Coppola                      |
| 1975      | Barry Lyndon                                                         |                                                     | Stanley Kubrick                           |
| 1975      | Dog Day Afternoon                                                    | Tarda negra                                         | Sidney Lumet                              |
| 1975      | Jaws                                                                 |                                                     | Steven Spielberg                          |
| 1975      | Nashville                                                            |                                                     | Robert Altman                             |
| 1975      | Night Moves                                                          | La nit es mou                                       | Arthur Penn                               |
| 1975      | One Flew Over the Cuckoo's Nest                                      | Algú va volar sobre el niu del cucut                | Miloš Forman                              |
| 1975      | Picnic at Hanging Rock                                               |                                                     | Peter Weir                                |
| 1976      | Herz aus Glas                                                        |                                                     | Werner Herzog                             |
| 1976      | Network                                                              |                                                     | Sidney Lumet                              |
| 1976      | Taxi Driver                                                          |                                                     | Martin Scorsese                           |
| 1977      | 3 Women                                                              |                                                     | Robert Altman                             |
| 1977      | Annie Hall                                                           |                                                     | Woody Allen                               |
| 1977      | Killer of Sheep                                                      |                                                     | Charles Burnett                           |
| 1977      | Saturday Night Fever                                                 | Febre del dissabte nit                              | John Badham                               |
| 1977      | Star Wars Episode IV: A New Hope                                     | Star Wars episodi IV: Una nova esperança            | George Lucas                              |
| 1977      | Stroszek                                                             |                                                     | Werner Herzog                             |
| 1978      | Days of Heaven                                                       |                                                     | Terrence Malick                           |
| 1978      | Gates of Heaven                                                      |                                                     | Errol Morris                              |
| 1978      | Superman                                                             |                                                     | Richard Donner                            |
| 1979      | Alien                                                                |                                                     | Ridley Scott                              |
| 1979      | Apocalypse Now                                                       |                                                     | Francis Ford Coppola                      |
| 1979      | Being There                                                          |                                                     | Hal Ashby                                 |
| 1979      | Die Ehe der Maria Braun                                              |                                                     | Rainer Werner Fassbinder                  |
| 1979      | Manhattan                                                            |                                                     | Woody Allen                               |
| 1979      | Nosferatu the Vampyre                                                |                                                     | Werner Herzog                             |
| 1979      | Fukushū suru wa ware ni ari                                          |                                                     | Shōhei Imamura                            |
| 1980      | Atlantic City                                                        |                                                     | Louis Malle                               |
| 1980      | Mon oncle d'Amérique                                                 |                                                     | Alain Resnais                             |
| 1980      | Raging Bull                                                          | Toro salvatge                                       | Martin Scorsese                           |
| 1980      | The Big Red One                                                      |                                                     | Samuel Fuller                             |
| 1980      | The Shining                                                          |                                                     | Stanley Kubrick                           |
| 1981      | Body Heat                                                            | Foc en el cos                                       | Lawrence Kasdan                           |
| 1981      | Diva                                                                 |                                                     | Jean-Jacques Beineix                      |
| 1981      | Mephisto                                                             |                                                     | István Szabó                              |
| 1981      | My Dinner with Andre                                                 |                                                     | Louis Malle                               |
| 1981      | Pixote: A Lei do Mais Fraco                                          |                                                     | Hector Babenco                            |
| 1981      | Raiders of the Lost Ark                                              | A la recerca de l'arca perduda                      | Steven Spielberg                          |
| 1982      | Blade Runner: The Final Cut                                          |                                                     | Ridley Scott                              |
| 1982      | Die Sehnsucht der Veronika Voss                                      | L'ansietat de Veronika Voss                         | Rainer Werner Fassbinder                  |
| 1982      | E.T. the Extra-Terrestrial                                           | ET, l'extraterrestre                                | Steven Spielberg                          |
| 1982      | Fanny och Alexander                                                  | Fanny i Alexander                                   | Ingmar Bergman                            |
| 1982      | Fitzcarraldo                                                         |                                                     | Werner Herzog                             |
| 1982      | Pink Floyd: The Wall                                                 |                                                     | Alan Parker                               |
| 1983      | A Christmas Story                                                    |                                                     | Bob Clark                                 |
| 1983      | El Norte                                                             |                                                     | Gregory Nava                              |
| 1983      | Scarface                                                             |                                                     | Brian De Palma                            |
| 1983      | Tender Mercies                                                       |                                                     | Bruce Beresford                           |
| 1983      | The Right Stuff                                                      | Escollits per a la glòria                           | Philip Kaufman                            |
| 1984      | Amadeus                                                              |                                                     | Miloš Forman                              |
| 1984      | Rok spokojnego słońca                                                |                                                     | Krzysztof Zanussi                         |
| 1984      | Paris, Texas                                                         | París, Texas                                        | Wim Wenders                               |
| 1984      | This Is Spinal Tap                                                   |                                                     | Rob Reiner                                |
| 1984      | Un dimanche à la campagne                                            |                                                     | Bertrand Tavernier                        |
| 1985      | The Color Purple                                                     | El color púrpura                                    | Steven Spielberg                          |
| 1985      | After Hours                                                          | Quina nit!                                          | Martin Scorsese                           |
| 1985      | Idí i smotrí                                                         |                                                     | Elem Klímov                               |
| 1985      | Mishima: A Life in Four Chapters                                     |                                                     | Paul Schrader                             |
| 1985      | Ran                                                                  |                                                     | Akira Kurosawa                            |
| 1985      | Shoah                                                                |                                                     | Claude Lanzmann                           |
| 1987      | Au revoir les enfants                                                |                                                     | Louis Malle                               |
| 1987      | Der Himmel über Berlin                                               |                                                     | Wim Wenders                               |
| 1987      | House of Games                                                       | Casa de joc                                         | David Mamet                               |
| 1987      | Moonstruck                                                           | Encís de lluna                                      | Norman Jewison                            |
| 1987      | Planes, Trains and Automobiles                                       |                                                     | John Hughes                               |
| 1987      | The Dead                                                             | Els dublinesos                                      | John Huston                               |
| 1987      | Withnail and I                                                       | Withnail i jo                                       | Bruce Robinson                            |
| 1988      | Hotaru no haka                                                       | La tomba de les lluernes                            | Isao Takahata                             |
| 1988      | Tonari no Totoro                                                     | El meu veí Totoro                                   | Hayao Miyazaki                            |
| 1988      | The Last Temptation of Christ                                        |                                                     | Martin Scorsese                           |
| 1989      | Crimes and Misdemeanors                                              | Delictes i faltes                                   | Woody Allen                               |
| 1989      | Dekalog                                                              |                                                     | Krzysztof Kieślowski                      |
| 1989      | Do the Right Thing                                                   |                                                     | Spike Lee                                 |
| 1989      | Monsieur Hire                                                        |                                                     | Patrice Leconte                           |
| 1989      | Mystery Train                                                        |                                                     | Jim Jarmusch                              |
| 1989      | Santa Sangre                                                         |                                                     | Alejandro Jodorowsky                      |
| 1989      | Say Anything...                                                      |                                                     | Cameron Crowe                             |
| 1990      | After Dark, My Sweet                                                 |                                                     | James Foley                               |
| 1990      | Goodfellas                                                           | Un dels nostres                                     | Martin Scorsese                           |
| 1990      | Le Mari de la coiffeuse                                              | El marit de la perruquera                           | Patrice Leconte                           |
| 1990      | Tulitikkutehtaan tyttö                                               |                                                     | Aki Kaurismäki                            |
| 1991      | A Woman's Tale                                                       |                                                     | Paul Cox                                  |
| 1991      | JFK                                                                  |                                                     | Oliver Stone                              |
| 1991      | La Belle Noiseuse                                                    |                                                     | Jacques Rivette                           |
| 1991      | La Double vie de Véronique                                           |                                                     | Krzysztof Kieślowski                      |
| 1991      | Dà Hóng Dēnglóng Gāogāo Guà                                          |                                                     | Zhang Yimou                               |
| 1991      | The Silence of the Lambs                                             | El silenci dels anyells                             | Jonathan Demme                            |
| 1992      | Baraka                                                               |                                                     | Ron Fricke                                |
| 1992      | Conte d'hiver                                                        | Conte d'hivern                                      | Éric Rohmer                               |
| 1992      | Howards End                                                          | Retorn a Howards End                                | James Ivory                               |
| 1992      | Léolo                                                                |                                                     | Jean-Claude Lauzon                        |
| 1992      | Unforgiven                                                           | Sense perdó                                         | Clint Eastwood                            |
| 1993      | Trois couleurs : Bleu                                                | Tres colors: Blau                                   | Krzysztof Kieślowski                      |
| 1993      | Groundhog Day                                                        | Atrapat en el temps                                 | Harold Ramis                              |
| 1993      | Schindler's List                                                     | La llista de Schindler                              | Steven Spielberg                          |
| 1993      | The Age of Innocence                                                 | L'edat de la innocència                             | Martin Scorsese                           |
| 1993      | Lán fēngzheng                                                        |                                                     | Tian Zhuangzhuang                         |
| 1994      | Trois couleurs : Blanc                                               | Tres colors: Blanc                                  | Krzysztof Kieślowski                      |
| 1994      | Crumb                                                                |                                                     | Terry Zwigoff                             |
| 1994      | Exotica                                                              |                                                     | Atom Egoyan                               |
| 1994      | Hoop Dreams                                                          |                                                     | Steve James                               |
| 1994      | Pulp Fiction                                                         |                                                     | Quentin Tarantino                         |
| 1994      | The Shawshank Redemption                                             | Cadena perpètua                                     | Frank Darabont                            |
| 1994      | Trois couleurs : Rouge                                               | Tres colors: Vermell                                | Krzysztof Kieślowski                      |
| 1995      | La Cérémonie                                                         |                                                     | Claude Chabrol                            |
| 1995      | Leaving Las Vegas                                                    |                                                     | Mike Figgis                               |
| 1995      | Richard III                                                          | Ricard III                                          | Richard Loncraine                         |
| 1995      | Seven                                                                |                                                     | David Fincher                             |
| 1996      | Fargo                                                                |                                                     | Joel Coen i Ethan Coen                    |
| 1996      | Secrets & Lies                                                       |                                                     | Mike Leigh                                |
| 1997      | Contact                                                              |                                                     | Robert Zemeckis                           |
| 1997      | L.A. Confidential                                                    |                                                     | Curtis Hanson                             |
| 1998      | Dark City                                                            |                                                     | Alex Proyas                               |
| 1998      | The Big Lebowski                                                     | El gran Lebowski                                    | Joel Coen i Ethan Coen                    |
| 1999      | Magnolia                                                             |                                                     | Paul Thomas Anderson                      |
| 2000      | Theeviravaathi                                                       |                                                     | Santosh Sivan                             |
| 2000      | Werckmeister Harmonies                                               |                                                     | Béla Tarr, Ágnes Hranitzky                |
| 2001      | A.I. Artificial Intelligence                                         |                                                     | Steven Spielberg                          |
| 2001      | Mulholland Drive                                                     |                                                     | David Lynch                               |
| 2001      | Sen to Chihiro no Kamikakushi                                        | El viatge de Chihiro                                | Hayao Miyazaki                            |
| 2001      | The Grey Zone                                                        | La zona grisa                                       | Tim Blake Nelson                          |
| 2001      | The Pledge                                                           | El jurament                                         | Sean Penn                                 |
| 2001      | Waking Life                                                          |                                                     | Richard Linklater                         |
| 2002      | 25th Hour                                                            |                                                     | Spike Lee                                 |
| 2002      | Adaptation.                                                          | Adaptation: el lladre d'orquídies                   | Spike Jonze                               |
| 2002      | Ripley's Game                                                        |                                                     | Liliana Cavani                            |
| 2003      | Lost in Translation                                                  |                                                     | Sofia Coppola                             |
| 2003      | Bom yeoreum gaeul gyeoul geurigo bom                                 | Primavera, estiu, tardor, hivern i... primavera     | Kim Ki-duk                                |
| 2004      | Eternal Sunshine of the Spotless Mind                                |                                                     | Michel Gondry                             |
| 2004      | Moolaadé                                                             |                                                     | Ousmane Sembène                           |
| 2005      | Caché                                                                |                                                     | Michael Haneke                            |
| 2006      | A Prairie Home Companion                                             | L'últim xou                                         | Robert Altman                             |
| 2006      | Babel                                                                |                                                     | Alejandro González Iñárritu               |
| 2006      | El laberinto del fauno                                               |                                                     | Guillermo del Toro                        |
| 2007      | Chop Shop                                                            |                                                     | Ramin Bahrani                             |
| 2008      | Okuribito                                                            |                                                     | Yōjirō Takita                             |

## Altres
A banda de les trilogies d'Apu (Satyajit Ray) i dels Tres colors (Krzysztof Kieślowski), Ebert va qualificar també com greatest tres pel·lícules animades de Chuck Jones: Duck Amuck (1953), One Froggy Evening (1955) i What's Opera, Doc? (1957), les pel·lícules de Buster Keaton i la sèrie de documentals Up, de Michael Apted: 7 Plus Seven (1970), 21 Up (1977), 28 Up (1984), 35 Up (1991), 42 Up (1998), 49 Up (2005) i 56 Up (2012).